# C Tamandaré (C-12)
O C Tamandaré foi um cruzador rápido operado pela Marinha do Brasil. Sua construção começou em dezembro de 1936 nos estaleiros da Newport News Shipbuilding e foi lançado ao mar em abril de 1938, sendo originalmente comissionado na Marinha dos Estados Unidos em maio de 1939 como o USS St. Louis, a oitava embarcação da Classe Brooklyn. Era armado com uma bateria principal composta por quinze canhões de 152 milímetros em cinco torres de artilharia triplas, tinha um deslocamento de mais de treze mil toneladas e alcançava uma velocidade máxima de 32 nós.
O St. Louis começou sua carreira no Oceano Atlântico e depois foi transferido no final de 1940 para o Oceano Pacífico. Ele esteve presente durante o Ataque a Pearl Harbor em dezembro de 1941, mas não foi danificado. Pelos anos seguintes o cruzador foi usado na Segunda Guerra Mundial em diversas operações nas Campanhas das Ilhas Aleutas, Ilhas Salomão, Nova Geórgia, Ilhas Marianas e Palau, Filipinas e Ilhas Vulcano e Ryūkyū, principalmente em deveres de escolta e bombardeio. A guerra terminou em 1945 e o St. Louis foi descomissionado em junho de 1946.
Foi transferido para a Marinha do Brasil em janeiro de 1951 junto com seu irmão USS Philadelphia e renomeado para Tamandaré, substituindo os encouraçados da classe Minas Geraes como os navios mais prestigiados da esquadra. Em 1955 se envolveu no Movimento de 11 de novembro, no qual foram disparados os últimos tiros de guerra na Baía de Guanabara, e em 1963 foi requisitado para a Guerra da Lagosta. Foi descomissionado em 28 de junho de 1976, afundando no sul do Atlântico em 24 de agosto de 1980 enquanto era rebocado para ser desmontado.

## Características

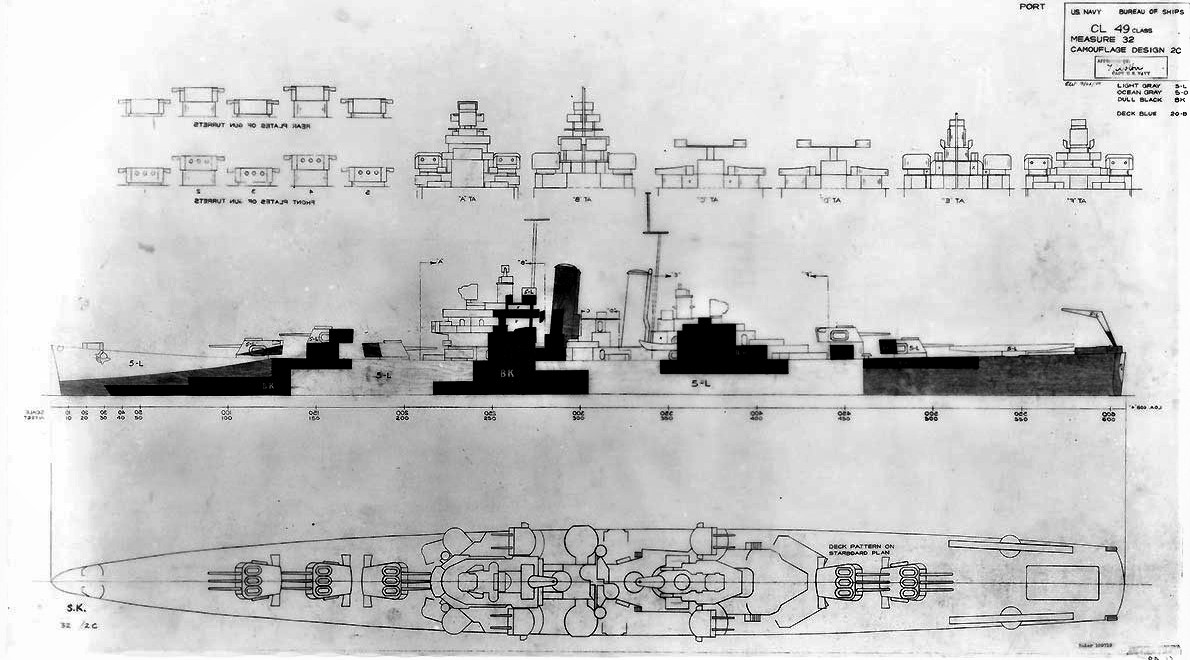
Planta e desenho do perfil de St. Louis no esquema de camuflagem aplicado ao navio em 1944

Conforme acordado no Tratado Naval de Londres em 1930, que continha uma cláusula limitando a construção de cruzadores pesados armados com canhões de 203 milímetros, os projetistas navais dos Estados Unidos chegaram à conclusão de que, com um deslocamento limitado a 10 160 toneladas, uma embarcação mais protegida poderia ser construída com um armamento de 152 milímetros. Os projetistas também teorizaram que a cadência de tiro muito mais alta dos canhões menores permitiria que um navio armado com doze desses canhões dominasse um armado com oito de 203 milímetros. Durante o processo de projeto da classe Brooklyn, começado imediatamente após a assinatura do tratado, a Marinha dos Estados Unidos tomou conhecimento de que a próxima classe de cruzadores japoneses, a classe Mogami, estaria armada com uma bateria principal de quinze canhões de 152 milímetros, levando-os a adotar o mesmo número de canhões para os Brooklyn. Depois de construir sete navios de acordo com o projeto original, foram incorporadas alterações adicionais, principalmente no maquinário de propulsão e na bateria secundária, resultando no que às vezes é chamado de subclasse St. Louis, que também incluía Helena.
O Saint Louis tinha 185 metros de comprimento de fora a fora e tinha uma boca de dezoito metros e um calado de 6,93. Seu deslocamento padrão foi de 10 160 toneladas e aumentava para 12 403 em plena carga. O navio era movido por quatro turbinas a vapor Parsons, cada uma acionando um eixo de hélice, usando vapor fornecido por oito caldeiras Babcock & Wilcox movidas a óleo. Ao contrário dos Brooklyn, os dois cruzadores da subclasse St. Louis organizaram suas máquinas no sistema de unidades, alternando entre caldeiras e salas de máquinas Avaliadas em cem mil cavalos indicados de potência, as turbinas foram projetadas para fornecer uma velocidade máxima de 32,5 nós (sessenta quilômetros por hora). O navio tinha um alcance de cruzeiro de 18 520 quilômetros a uma velocidade de quinze nós (28 quilômetros por hora). Ele carregava quatro hidroaviões Curtiss SOC Seagull para reconhecimento aéreo, que eram lançados por um par de catapultas de aeronaves em sua popa. Sua tripulação era numerada em 52 oficiais e 836 praças.
O navio estava armado com uma bateria principal de quinze canhões Mark 16 de 152 milímetros (calibre 47) em cinco torres de três canhões na linha central. Três foram colocados à frente, dois dos quais foram colocados sobrepostos voltado para a frente, com o terceiro apontado diretamente para trás; as outras duas torres foram colocadas atrás da superestrutura em outro par sobreposto. A bateria secundária consistia em oito canhões de dupla finalidade de 127 milímetros (com 38 calibres de comprimento) montados em torres gêmeas, com uma torre de cada lado da torre de comando e o outro par de cada lado da superestrutura de popa. Conforme projetado, o navio estava equipado com uma bateria antiaérea (AA) de oito canhões de treze milímetros, mas sua bateria antiaérea foi revisada durante sua carreira. O cinturão do navio consistia em uma camada de 127 milímetros com 15,9 milímetros de aço de tratamento especial, com sua blindagem de convés sendo de 51 milímetros de espessura. As torres da bateria principal foram protegidas com blindagem de 170 milímetros em suas faces e eram sustentadas por barbetas com 152 milímetros de espessura. A torre de comando do St. Louis tinha lados de 127 milímetros.
Em serviço brasileiro a tripulação foi expandida para 1070 homens (58 oficiais, 35 suboficiais, 168 sargentos e 809 cabos e marinheiros), incluindo um destacamento de fuzileiros navais.  Algumas modernizações foram feitas, como a instalação de novos repetidores de radar e de um heliponto no lugar das catapultas. Normalmente operavam-se até dois helicópteros Westland UH-2 Wasp da Aviação Naval.

## História
O batimento de quilha do St. Louis ocorreu em 10 de dezembro de 1936 na Newport News Shipbuilding and Drydock Company em Newport News, Virgínia. Ele foi lançado em 15 de abril de 1938 e, após concluir os trabalhos de adaptação, foi colocado em serviço ativo em 19 de maio de 1939, com o número de casco CL-49. O navio foi inicialmente baseado em Norfolk, Virgínia, para testes no mar; seu cruzeiro de preparação foi concluído em 6 de outubro, quando a Segunda Guerra Mundial estourou na Europa. Posteriormente, juntou-se às Patrulhas de Neutralidade da Frota do Atlântico. Durante este período, em 3 de setembro de 1940, ele embarcou com um grupo de oficiais para inspecionar vários locais na América do Norte e do Sul que os Estados Unidos poderiam obter por meio do Acordo de "Contratorpedeiros por Bases" com o Reino Unido. Esta viagem foi tão ao norte quanto Newfoundland no Canadá e tão ao sul quanto a Guiana Britânica, e terminou em 27 de outubro com seu retorno a Norfolk.
Em 9 de novembro, o St. Louis partiu para se juntar à Frota do Pacífico. Depois de passar pelo Canal do Panamá em 14 de novembro, ele chegou a Pearl Harbor, no Havaí, em 12 de dezembro. Posteriormente, ele participou dos exercícios de treinamento de rotina com o resto da frota durante o inverno de 1940–1941, seguido por uma viagem ao Estaleiro Naval de Mare Island, na Califórnia, para uma revisão. Ele voltou a Pearl Harbor em 20 de junho e retomou as operações com a frota. Em agosto, o St. Louis e vários outros cruzadores embarcaram em uma viagem para o oeste do Pacífico; eles conduziram patrulhas entre Ilha Wake, Atol Midway e Guam, antes de navegar para Manila nas Filipinas, voltando a Pearl Harbor no final de setembro. O St. Louis estava em doca seca no Estaleiro Naval de Pearl Harbor em 28 de setembro para manutenção de rotina. Em 7 de dezembro, ele havia retornado ao seu ancoradouro habitual no lago sudeste.

### Segunda Guerra Mundial

#### Pearl Harbor
Às 07h56 do dia 7 de dezembro, homens a bordo do St. Louis relataram ter visto aeronaves japonesas sobrevoando, iniciando seu ataque a Pearl Harbor. Pouco depois, foi dada a ordem ao quartel-general e os canhões antiaéreos do navio começaram a atacar a aeronave. A tripulação da sala de máquinas iniciou os preparativos para colocar o navio em movimento às 08h06. Quatorze minutos depois, os artilheiros antiaéreos derrubaram uma aeronave japonesa e, às 09h00, derrubaram outro par. O navio escorregou de sua doca às 09h31 e navegou em direção ao Canal Sul. Seus canhões de 152 milímetros foram rapidamente restaurados à operação enquanto a tripulação se preparava para a possibilidade de uma ação de superfície.
Historiadores navais relataram que um minissubmarino japonês que estava na entrada do canal tentou torpedear o St. Louis, mas, na verdade, o "torpedo" relatado era um varredor de minas sendo rebocado pelo USS Boggs. Antes de ser identificado como tal, no entanto, o capitão do Boggs, tenente-comandante David Roberts, sem hesitar, ordenou que seu navio se voltasse para o caminho do suposto torpedo. Os contratorpedeiros chegaram e lançaram cargas de profundidade no submarino imaginário, permitindo que o St. Louis prosseguisse para águas abertas sem mais interrupções. O navio participou da busca malsucedida pela força de ataque do porta-aviões japonês e em 10 de dezembro havia retornado a Pearl Harbor. Posteriormente, o St. Louis escoltou navios de transporte que evacuaram vítimas para a Califórnia e trouxeram reforços para o Havaí.

#### Primeiras ações

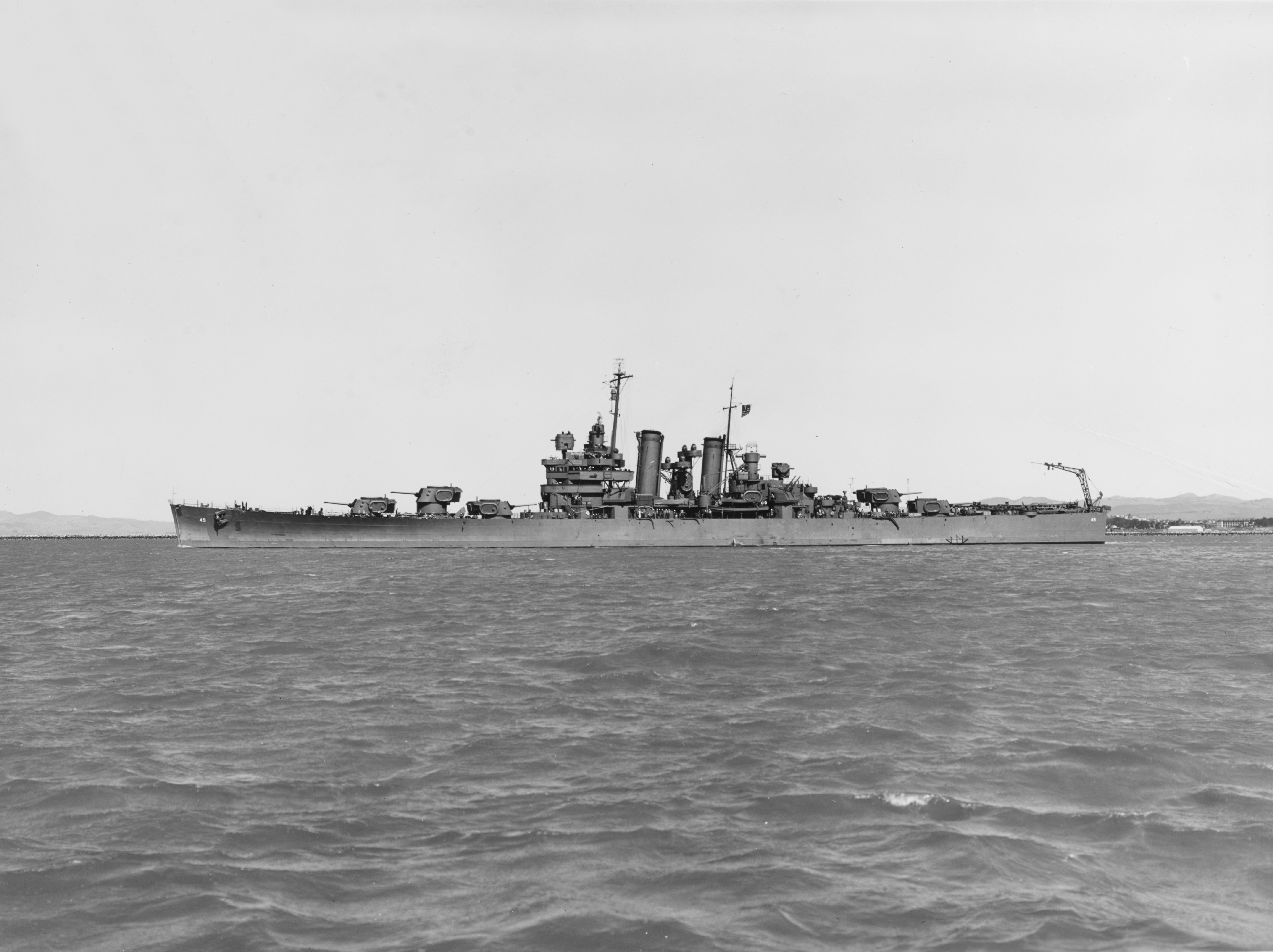
O St. Louis ao largo da Ilha Mare em março de 1942

Posteriormente, o St. Louis juntou-se à Força-Tarefa 17 (TF 17), que tinha como centro o porta-aviões Yorktown. A unidade deixou São Francisco em 6 de janeiro de 1942 como escolta para navios de tropas que transportavam uma força expedicionária da Marinha para a Samoa Americana a fim de fortalecer sua guarnição. As tropas desembarcaram em Pago Pago entre 20 e 24 de janeiro, e a TF 17 então passou a lançar uma série de ataques aéreos em conjunto com a Força-Tarefa 8 nos grupos de ilhas Marshall e Gilbert controlados pelos japoneses. Em resposta, os japoneses enviaram vários submarinos e elementos da 1.ª Força Aérea para lançar um contra-ataque, mas eles chamaram de volta os dois grupos antes de fazer contato com qualquer força-tarefa americana. Os navios retornaram a Pearl Harbor em 7 de fevereiro.
O St. Louis foi então separado da TF 17 para retomar os comboios de escolta entre o Havaí e a Califórnia, assim como outro às Novas Hébridas. Em seguida, ele se juntou à escolta do transatlântico President Coolidge, que transportava Manuel L. Quezon, o presidente das Filipinas, para os Estados Unidos. Os navios chegaram a São Francisco em 8 de maio e, no dia seguinte, o St. Louis partiu para retornar a Pearl Harbor. Lá, ele se juntou a um grupo de navios que transportavam reforços para Midway durante os preparativos para a Batalha de Midway. O St. Louis foi usado para transportar duas companhias do 2.º Batalhão de Fuzileiros Navais e uma bateria de canhões de 37 milímetros. Os navios descarregaram aeronaves e fuzileiros navais em 25 de maio, e o St. Louis foi então transferido para a Força-Tarefa 8, que estava navegando ao norte para trazer reforços para as ilhas Aleutas. Naquela época, a unidade também incluía seus navios irmãos Honolulu e Nashville, os cruzadores pesados Louisville e Indianapolis, e quatorze contratorpedeiros, comandados pelo contra-almirante Robert Alfred Theobald.
A FT 8 chegou à Ilha Kodiak em 31 de maio, onde o St. Louis reabasteceu em preparação para o serviço de patrulha ao sul da Península do Alasca. Ele conduziu essas operações até julho e, em 3 de agosto, começou a bombardear as posições japonesas em Kiska, nas Aleutas. Depois de bombardear a ilha em 7 de agosto, ele voltou a Kodiak quatro dias depois e retomou as patrulhas na área. Ele participou da ocupação da Ilha Adak. O St. Louis deixou as Aleutas em 25 de outubro por meio de Dutch Harbor para outra reforma na Ilha Mare, que foi concluída no início de dezembro.

#### Ilhas Salomão

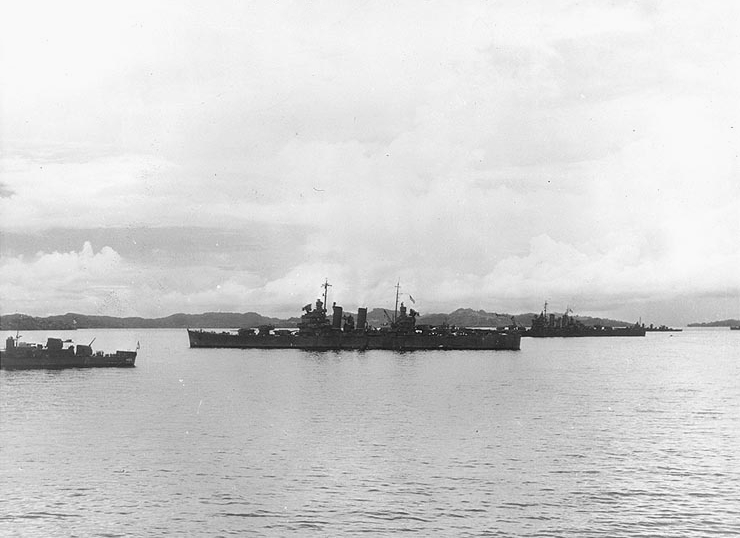
Honolulu (centro) e St. Louis (à direita, atrás de Honolulu) perto de Tulagi em abril de 1943

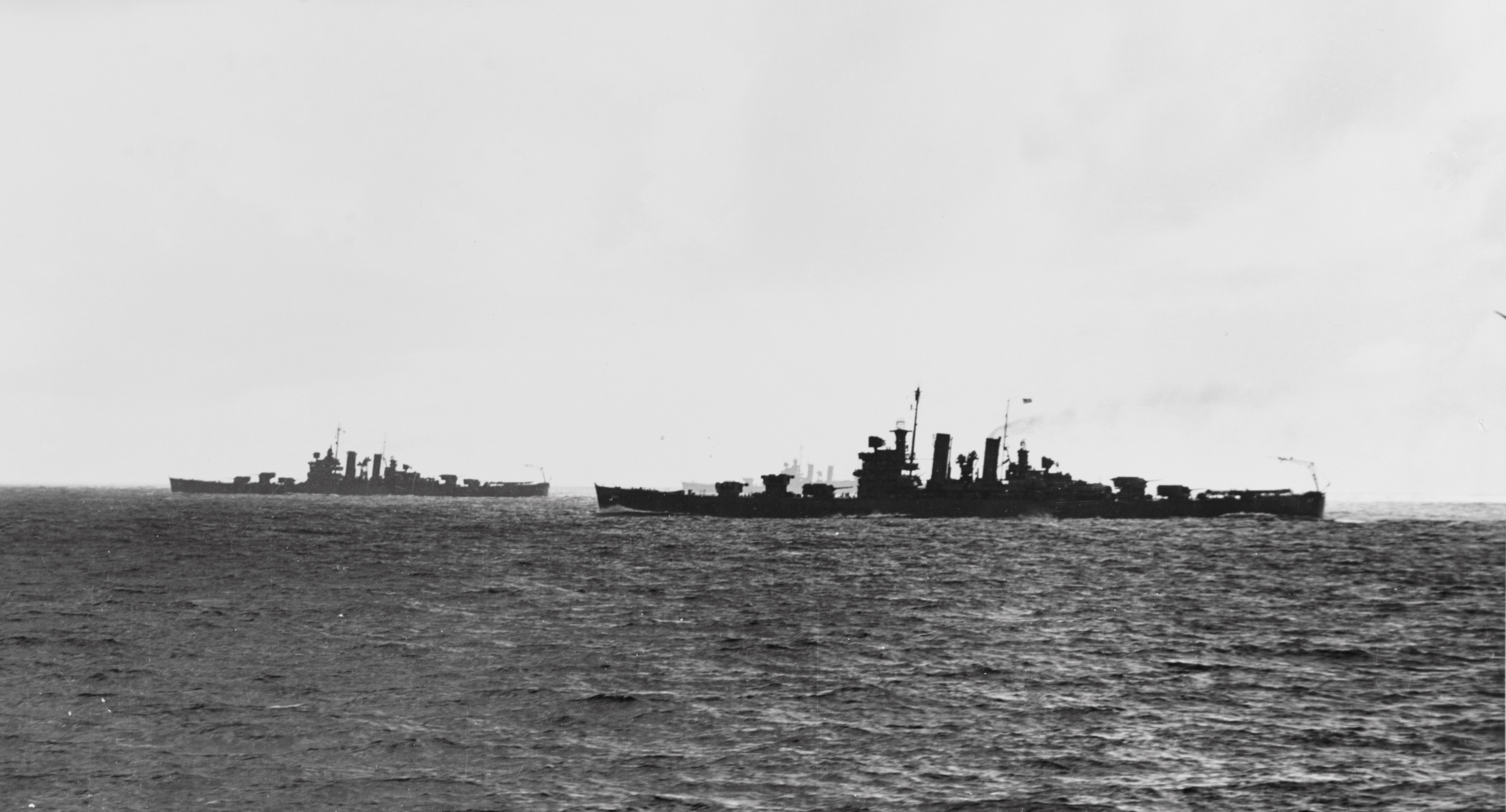
Helena (direita) em andamento com St. Louis (esquerda) e Honolulu (centro, atrás de Helena) em junho de 1943

O St. Louis deixou São Francisco em 4 de dezembro como parte da escolta de um comboio de navios de transporte a caminho da Nova Caledônia. Os navios chegaram em 21 de dezembro, onde o St. Louis se separou do comboio para se juntar às forças aliadas na campanha das Ilhas Salomão. Ele se mudou primeiro para Espírito Santo, nas Novas Hébridas e, de lá, embarcou em suas primeiras operações ofensivas em janeiro de 1943, bombardeando de posições japonesas em Munda e Kolombangara, visando principalmente os aeródromos. Nos cinco meses seguintes, a embarcação participou de várias patrulhas no "Slot" e ataques contra posições japonesas na área. Os primeiros destinavam-se a bloquear missões de reforço japonesas - o chamado "Expresso de Tóquio". Durante este período, o navio sofreu uma série de acidentes, incluindo armas emperradas e a perda de uma de suas âncoras, que abriu um buraco na proa ao cair.
O primeiro desses ataques ocorreu de 1 a 4 de janeiro, quando o St. Louis cobriu um grupo de sete transportes que levavam elementos da 25.ª Divisão de Infantaria para Guadalcanal. A unidade naquela época incluía seis outros cruzadores e cinco contratorpedeiros, e era comandada por Walden L. Ainsworth. Ele deixou quatro cruzadores e três contratorpedeiros para cobrir o comboio no dia 4, levando St. Louis, Helena, Nashville e dois contratorpedeiros para bombardear Munda na madrugada de 5 de janeiro. Os navios dispararam um total beirando quatro mil projéteis, mas infligiram poucos danos significativos ao aeródromo japonês. Os navios retornaram a Guadalcanal às 09h00 e começaram a recuperar seus hidroaviões de reconhecimento quando um ataque aéreo japonês chegou e danificou dois dos outros cruzadores. O St. Louis e o restante da unidade realizaram um bombardeio de Vila na noite de 23 para 24 de janeiro; o St. Louis fez parte da força de cobertura e não teve um papel ativo no ataque. Ele e o resto da unidade deveriam realizar outro ataque a Munda na noite de 7 para 8 de abril, mas um grande ataque aéreo japonês no início do dia 7 interrompeu os planos dos Aliados e obrigou a força-tarefa de Ainsworth a fugir para o sul.
Na noite de 6 para 7 de maio, o St. Louis e o resto da TF 68 conduziram uma varredura no Golfo de Vella para distrair a atenção japonesa de um grupo de lança-minas rápidos, que colocaram um campo minado na Nova Geórgia para bloquear os esforços de reabastecimento. Os navios não encontraram oposição japonesa naquela noite, mas no final de 7 de maio, quatro contratorpedeiros "esbarraram" no campo minado. Três contratorpedeiros atingiram minas, um dos quais afundou imediatamente e os outros dois foram afundados por aeronaves americanas na manhã seguinte. Em 12 de maio, a TF 68 fez outro ataque às posições japonesas na área; o St. Louis e os contratorpedeiros Jenkins e Fletcher foram destacados da força principal para bombardear Munda enquanto o resto dos navios atacavam Vila.

##### Rice Anchorage
A invasão da Nova Geórgia começou em 30 de junho; o St. Louis e o resto da TF 68 patrulhavam no extremo norte do Mar de Coral; naquela época, a belonave cruzou com Helena, Honolulu, e sua escolta contratorpedeira que consistia em O'Bannon, Nicholas, Chevalier e Strong. Em 1º de julho, os navios estavam a cerca de 560 quilômetros ao sul da Nova Geórgia e, em 3 de julho, chegaram a Tulagi, onde um relatório falso de um ataque aéreo japonês enviou brevemente as tripulações dos navios aos seus postos de batalha. O plano dos Aliados previa um segundo desembarque na Nova Geórgia, no Golfo de Kula, no lado nordeste da ilha. Um desembarque ali bloquearia a rota de reabastecimento para as forças japonesas que lutam na ilha e também impediria o uso do golfo para escapar quando fossem derrotados, como haviam feito em Guadalcanal.
Nicholas e Strong alcançaram o Golfo de Kula primeiro, examinando-o com seus conjuntos de radar e sonar para determinar se algum navio de guerra japonês estava na área. Os cruzadores e outros dois contratorpedeiros então entraram no golfo para se preparar e bombardear as posições japonesas em Vila. O Honolulu abriu fogo primeiro às 00h26 de 5 de julho, seguido rapidamente pelos outros navios. O bombardeio durou cerca de quatorze minutos antes que a coluna americana virasse para o leste para se mover para Rice Anchorage para bombardear alvos ali. Após mais seis minutos de tiro, os navios partiram. Sem o conhecimento dos americanos, os três contratorpedeiros japoneses chegaram ao golfo enquanto ainda estavam atirando. Iluminadas pelos flashes dos canhões, as embarcações americanas foram rapidamente identificadas pelos japoneses a onze quilômetros de distância.

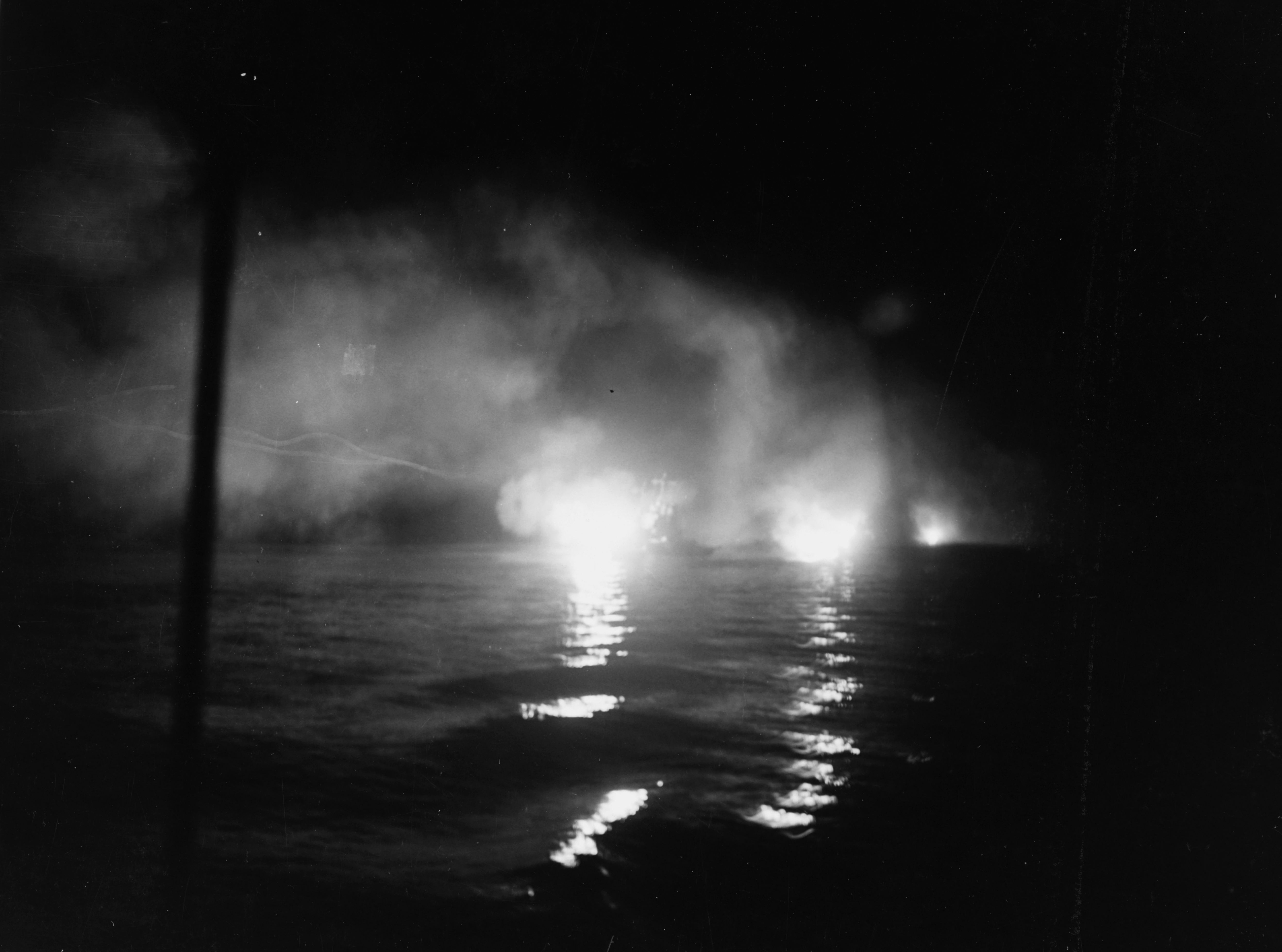
e St. Louis em ação no Golfo de Kula, visto do USS Honolulu

O grupo de transporte então entrou no golfo e navegou perto da costa para não se misturar com o esquadrão de Ainsworth, que virou para o norte às 12h39 para deixar o golfo. O capitão Kanaoka Kunizo, comandante sênior do contratorpedeiro encarregado da operação de reforço, também decidiu se retirar, evitando enfrentar uma força superior com seus navios carregados de soldados e suprimentos. O Niizuki, o único contratorpedeiro equipado com radar, dirigiu a mira de todas as três embarcações, que lançaram um total de quatorze torpedos Long Lance antes de recuar em alta velocidade para escapar de volta a Bougainville. Um desses torpedos atingiu o Strong, que ainda estava estacionado na entrada do golfo como sentinela. O contratorpedeiro foi fatalmente danificado, mas o ataque alertou Ainsworth de que havia navios de guerra japoneses na área. O'Bannon e Chevalier foram destacados para resgatar os sobreviventes enquanto Ainsworth se preparava para procurar o submarino que presumia ser o responsável, já que nenhum de seus navios havia detectado os três contratorpedeiros japoneses em seus radares. O Strong afundou às 01h22, com 239 de sua tripulação retirados pelos outros contratorpedeiros, embora alguns sobreviventes adicionais tenham sido perdidos na escuridão e posteriormente recolhidos pelo grupo de transporte. Os navios de Ainsworth então retomaram sua formação de cruzeiro às 02h15 para a viagem de volta a Tulagi.
Às 07h00, o Jenkins juntou-se ao esquadrão, que chegou a Tulagi no início da tarde, onde os navios começaram imediatamente a reabastecer. Pouco tempo depois, Ainsworth recebeu ordens de Halsey para retornar ao Golfo de Kula, pois aeronaves de reconhecimento avistaram contratorpedeiros japoneses partindo de Bougainville para tentar o reforço planejado que ele havia interrompido inadvertidamente na noite anterior. Ainsworth deveria interceptar os contratorpedeiros e impedir o desembarque de mais forças japonesas na ilha. Ele ordenou que os navios parassem de reabastecer e se preparassem para partir; o Jenkins substituiu o Strong e o contratorpedeiro Radford ocupou o lugar de Chevalier, que havia sido danificado em uma colisão acidental com o naufrágio do Strong.

##### Golfo de Kula
Como o reforço da noite anterior havia sido abortado, os japoneses reuniram um grupo de dez contratorpedeiros para fazer um esforço maior na noite seguinte. O Niizuki - agora a nau capitânia do contra-almirante Teruo Akiyama - e os contratorpedeiros Suzukaze e Tanikaze deveriam escoltar os outros sete contratorpedeiros - Nagatsuki, Mochizuki, Mikazuki, Hamakaze, Amagiri, Hatsuyuki e Satsuki - carregando 2 400 tropas e suprimentos. Enquanto isso, a força americana que pretendia bloquear seu avanço se formou às 19h30 e começou a viagem de volta ao Slot. Enquanto os americanos navegavam em direção ao Golfo de Kula, as tripulações prepararam seus navios para a ação, inclusive fechando todas as portas estanques para reduzir o risco de inundação e desligando todas as luzes para evitar a detecção pelos japoneses.

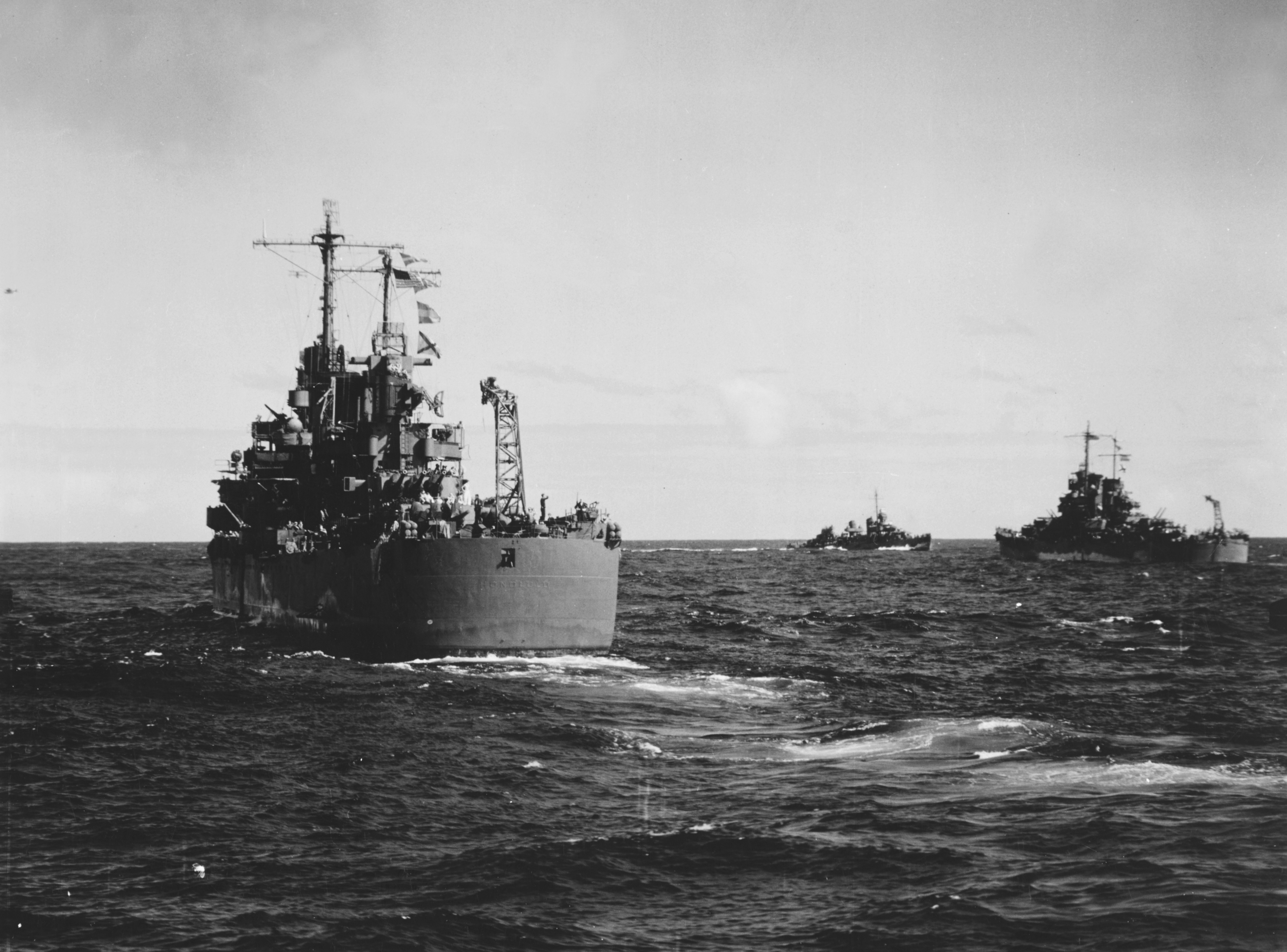
Honolulu (à esquerda) e St. Louis (à direita) retornando da Batalha do Golfo de Kula

O esquadrão americano passou pelo Visuvisu Point na entrada do golfo no início de 6 de julho, momento em que os navios reduziram a velocidade para 25 nós (46 quilômetros por hora). A visibilidade era ruim devido à forte cobertura de nuvens. Ainsworth não tinha informações sobre a composição ou localização específica da força japonesa, e o patrulhamento dos Black Cats não conseguiu detectá-los naquelas condições. Os contratorpedeiros japoneses já haviam entrado no golfo e começaram a descarregar; o Niizuki detectou os navios americanos em seu radar às 01h06 em um alcance de cerca de 24 quilômetros. Akiyama levou sua nau capitânia, Suzukaze, e Tanikaze para observar os americanos às 01h43 enquanto os outros contratorpedeiros continuaram a desembarcar os soldados e suprimentos; a essa altura, os navios de Ainsworth já haviam detectado os três navios ao largo de Kolombangara às 01h36. Enquanto os dois lados continuavam a fechar, Akiyama chamou os outros destróieres para lançar um ataque. Os navios americanos fizeram a transição para uma formação de linha à frente, com Nicholas e O'Bannon à frente dos cruzadores; a linha virou à esquerda para fechar o alcance dos navios japoneses antes de virar à direita para se mover em direção a uma posição de tiro vantajosa.
Os radares americanos detectaram o destacamento de escolta de Akiyama junto com outro grupo de contratorpedeiros que corria para se juntar a ele; Ainsworth decidiu atacar o primeiro grupo e depois se virar para enfrentar o segundo. Por volta de 01h57, os navios americanos abriram fogo rápido direcionado por radar. Entre os três cruzadores, eles dispararam cerca de 1 500 projéteis de suas baterias de 152 milímetros no espaço de apenas cinco minutos. O Niizuki recebeu fogo pesado de outros navios americanos e foi rapidamente afundado, com Akiyama decidindo afundar com ele. Mas naquele momento, Suzukaze e Tanikaze haviam lançado oito torpedos na linha americana. Eles então fugiram para o noroeste, usando fumaça pesada para se esconder enquanto suas tripulações recarregavam seus tubos de torpedo. Ambos os contratorpedeiros receberam pequenos impactos durante sua retirada temporária, mas não foram seriamente danificados.
Ainsworth instruiu seus navios a virar à direita às 02h03 para começar a enfrentar o segundo grupo de contratorpedeiros, mas logo depois três torpedos de Suzukaze e Tanikaze atingiram Helena a bombordo, causando danos graves e fatais. Ainsworth e os capitães dos outros navios não perceberam imediatamente que o Helena havia sido desativado devido à mudança de curso, à confusão geral resultante da fumaça pesada e dos tiros durante a batalha e ao fato de que a maior parte da atenção estava voltada para o segundo grupo de destruidores japoneses que se aproximava. Na ação que se seguiu, vários contratorpedeiros japoneses foram atingidos e forçados a se retirar, após o que Ainsworth tentou reorganizar sua força por volta das 02h30. Ele rapidamente percebeu que Helena não estava respondendo às mensagens de rádio e ordenou que seus navios começassem a procurar o cruzador desaparecido. Às 03h13, o radar do Radford captou um contato e depois confirmou que era o naufrágio do Helena.

##### Kolombangara

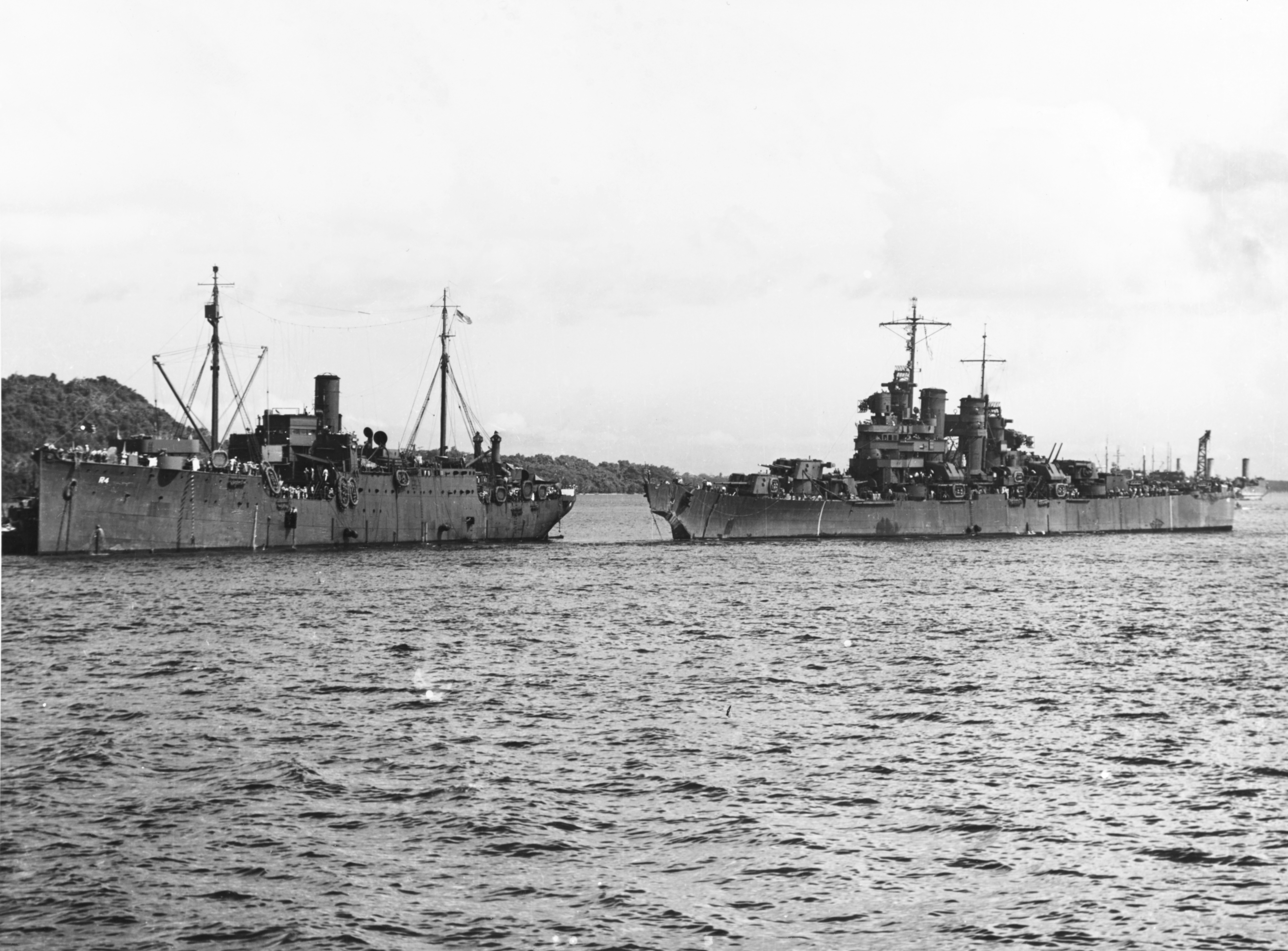
St. Louis vindo ao lado do navio de reparos após a Batalha de Kolombangara, mostrando dano de torpedo em sua proa

Em 12 de julho, a unidade de St. Louis havia sido redesignada para a Força-Tarefa 18 ou 36.1. Naquela época, a unidade consistia em St. Louis, Honolulu, e o cruzador leve HMNZS Leander da Marinha Real da Nova Zelândia, junto com os Esquadrões contratorpedeiros 21 e 12; ainda era comandado por Ainsworth. A unidade embarcou em outra patrulha naquela noite, partindo de Tulagi às 17h do dia 12 de julho. Ainsworth enviou seus navios para o quartel-general por volta das 23h. O comboio de suprimentos japonês na área que Ainsworth esperava interceptar tinha equipamento de detecção de radar e já havia captado sinais de radar aliados. Pouco depois da 01h00 do dia 13 de julho, os Aliados encontraram a força japonesa comandada pelo contra-almirante Shunji Isaki, que era composta pelo cruzador leve Jintsu e cinco contratorpedeiros, escoltando um grupo de quatro contratorpedeiros-transportes.
Os japoneses avistaram os navios aliados primeiro, mas os principais contratorpedeiros americanos já tinham lançado seus torpedos. Na Batalha de Kolombangara que se seguiu, Jintsu e os contratorpedeiros lançaram uma série de torpedos no esquadrão aliado antes que os cruzadores se aproximassem de 9 100 metros de distância, onde seus radares de controle de artilharia e busca poderiam efetivamente direcionar seus disparos. Todos os três cruzadores concentraram seu fogo em Jintsu, sendo ele o maior contato de radar; após alguns minutos de fogo rápido, o navio explodiu e, após ser atingido por um torpedo de um dos contratorpedeiros, afundou rapidamente. A salva inicial de torpedos falhou, mas os contratorpedeiros japoneses recuaram brevemente em uma tempestade de chuva para recarregar seus tubos de torpedo antes de ressurgir para lançar outra salva. O Leander foi atingido e saiu da formação enquanto St. Louis e Honolulu perseguiam os contratorpedeiros japoneses em retirada. Eles abriram fogo, envolvendo o contratorpedeiro Mikazuki e o que provavelmente era o naufrágio ainda em chamas de Jintsu. Os americanos perderam contato com os navios japoneses.
Por volta da 01h56, o Honolulu captou um grupo de navios não identificados cerca de 24 quilômetros ao longe. Inseguro sobre a identidade das embarcações, que poderiam ser seus contratorpedeiros, Ainsworth conteve o fogo de seus cruzadores. Às 02h03, ele ordenou que projéteis sinalizadores iluminassem os navios, que imediatamente foram revelados como os contratorpedeiros japoneses em fuga, que acabavam de lançar outra salva de torpedos e se afastar. O Saint Louis foi atingido por um deles em sua proa às 02h08, antes que ele pudesse abrir fogo, e logo em seguida, o Honolulu também recebeu um pequeno golpe de torpedo. O contratorpedeiro USS Gwin foi atingido no meio e afundou rapidamente. As baixas a bordo do St. Louis foram leves. Apesar do fato de terem afundado Jintsu e expulsado os contratorpedeiros, o esquadrão aliado falhou em impedir que os transportes destruidores chegassem a Kolombangara e desembarcassem 1.200 soldados.
Os navios aliados retornaram à Tulagi no final de 13 de julho, e o St. Louis foi destacado para retornar aos Estados Unidos para reparos. Ele navegou primeiro para o Espírito Santo para um trabalho temporário que lhe permitisse fazer a travessia para o Estaleiro da Ilha de Mare, onde foram feitos reparos permanentes. O trabalho foi concluído em novembro, e incluiu a substituição de seus canhões de bateria principal desgastados e a troca de canhões antiaéreos de 27 milímetros com baixo desempenho por canhões Bofors de quarenta milímetros.

##### Outras ações

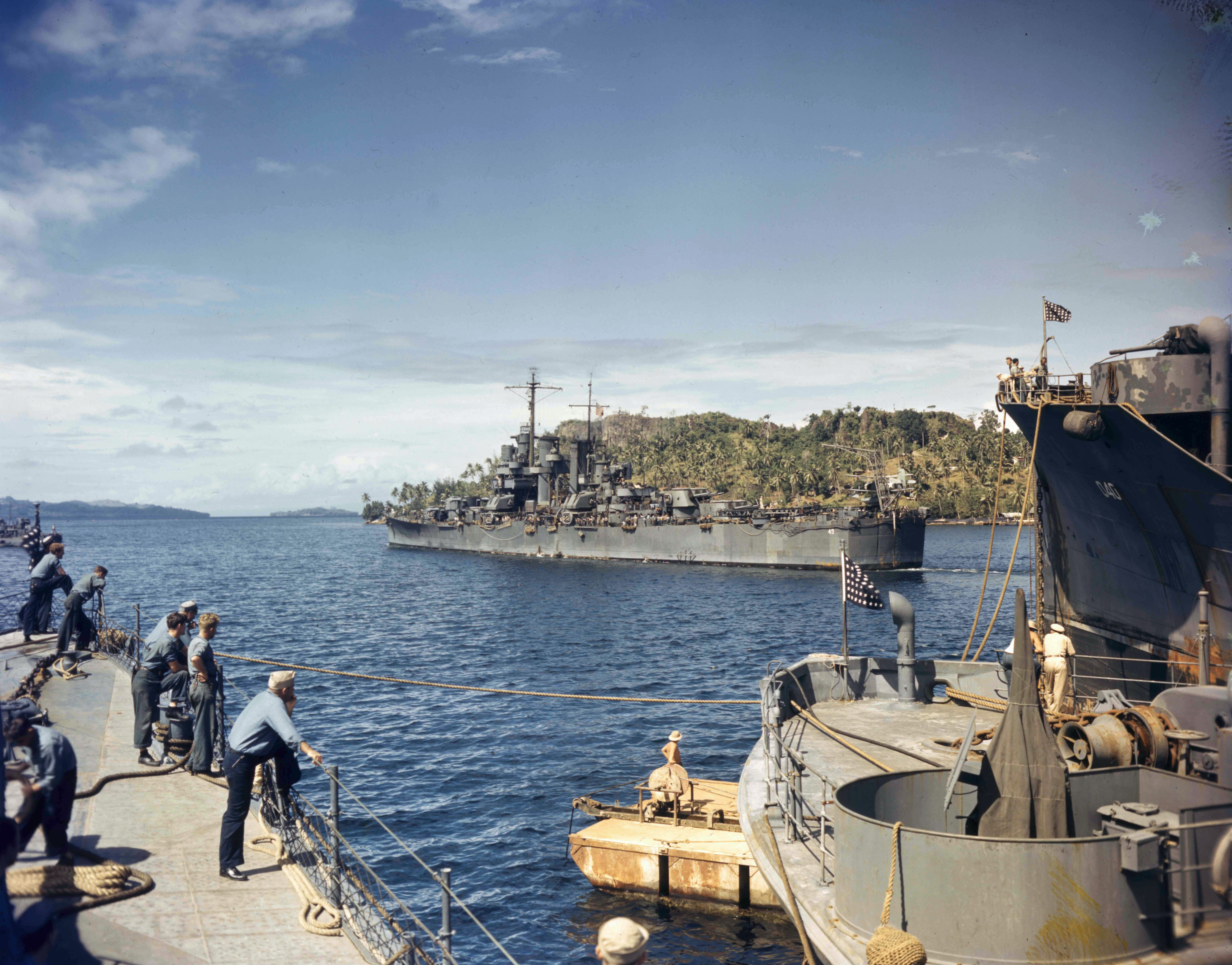
St. Louis em Tulagi em 1943

O St. Louis voltou às Ilhas Salomão em meados de novembro e imediatamente retomou as operações de combate. De 20 a 25 de novembro, ele forneceu apoio de artilharia naval aos fuzileiros navais que lutavam em Bougainville. Outras missões de bombardeio contra as forças japonesas na ilha ocorreram em dezembro. No início de janeiro de 1944, ele se mudou para o sul, para as Ilhas Shortland, para atacar as posições japonesas. O St. Louis então voltou para o norte, para Bougainville, onde se juntou à força de bombardeio que apoiou o desembarque no Cabo Torokina. Ele voltou a Tulagi em 10 de janeiro para iniciar os preparativos para a próxima grande operação. Isso veio na forma da Batalha das Ilhas Verdes em fevereiro, um ataque anfíbio aliado às Ilhas Verdes. A tomada das ilhas, que ficavam a leste da Nova Bretanha, destinava-se a isolar a base japonesa em Rabaul. O St. Louis saiu da ilha em 13 de fevereiro para iniciar o bombardeio para o ataque, que aconteceria dois dias depois. Naquela época, o navio havia sido designado para a Força-Tarefa 38, junto com o Honolulu.
No final de 14 de fevereiro, os japoneses lançaram um ataque aéreo composto por seis bombardeiros de mergulho Aichi D3A "Val" contra a formação americana. Às 18h55, os vigias avistaram as aeronaves; duas delas tinham como alvo o St. Louis. O primeiro não conseguiu marcar nenhum acerto com suas três bombas, mas a segunda aeronave atingiu St. Louis. A bomba passou pela sala de manuseio de projéteis para o suporte de canhão Bofors nº 6, iniciando um incêndio, antes de explodir no compartimento à meia-nau, onde matou 23 e feriu outros vinte. Os esforços de controle de danos suprimiram rapidamente o fogo. O sistema de ventilação do navio foi danificado, a linha de comunicação com a casa de máquinas da popa foi cortada e ambas as aeronaves foram desativadas, mas o St. Louis permaneceu na estação, embora na velocidade reduzida de dezoito nós (33 quilômetros por hora). No dia seguinte, outro ataque aéreo japonês não conseguiu infligir mais danos a St. Louis, mas mesmo assim ele foi destacado para retornar a Purvis Bay para reparos que duraram até o final do mês. Em março, ele voltou para sua unidade e permaneceu operando nas Ilhas Salomão até maio.

#### Ilhas Marianas e Palau

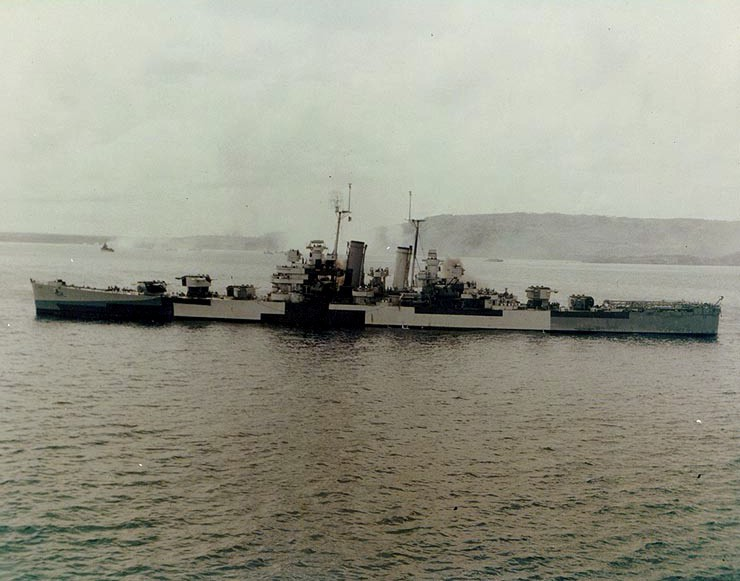
St. Louis bombardeando Guam

O St. Louis deixou as Ilhas Salomão em 4 de junho, com destino às Marshall, onde se juntou à Força-Tarefa 52, formada para a campanha das Ilhas Mariana e Palau no Pacífico central. Ele foi designado para um dos grupos de bombardeio da força-tarefa, o Grupo Tarefa (TG) 52.10, sob o comando de Ainsworth. A unidade incluía os antigos encouraçados Pennsylvania, Idaho e New Mexico, cinco outros cruzadores e nove contratorpedeiros, junto com vários navios de apoio. A frota de invasão partiu em 10 de junho e chegou a Saipan no dia 14; no dia seguinte, o St. Louis começou a bombardear a área ao redor de Chalan Kanoa no início da Batalha de Saipan. No dia seguinte, a 2.ª e 4.ª Divisões de Fuzileiros Navais desembarcaram na ilha. Enquanto as forças americanas abriam caminho para a costa, o St. Louis permaneceu perto da costa para enfrentar as posições defensivas japonesas. No dia seguinte, ele navegou para o sul para participar do bombardeio preparatório de Guam. Em 17 de junho, ele retomou as operações ao largo de Saipan, onde permaneceu durante a Batalha do Mar das Filipinas. Ele foi designado para a defesa antiaérea do grupo de reabastecimento em 22 de junho, antes de ser destacado dois dias depois para retornar às Ilhas Marshall. Em 9 de julho, a guarnição japonesa em Saipan foi derrotada.
O navio retomou a operação no dia 14 de julho para retornar às operações nas Marianas. Naquela época, o comando de Ainsworth havia sido renumerado como TG 53.5, embora sua composição permanecesse basicamente a mesma. Durante a rota no dia 15, sua hélice n.º 3 foi danificada e doze metros da seção desse eixo da hélice fpra, destruídps. Ele chegou a Guam dois dias depois e na tarde de 17 de julho forneceu apoio de fogo enquanto as equipes de demolição subaquática (EDS) desmantelavam as defesas fixas nos locais de pouso planejados. A partir de então, o St. Louis participou do bombardeio pré-invasão, que durou até 21 de julho, quando as forças terrestres americanas desembarcaram. Posteriormente, o navio apoiou os soldados e fuzileiros navais que lutavam na ilha por mais de uma semana, antes de partir em 29 de julho para retornar ao porto para reparos. Ele parou em Pearl Harbor a caminho da Califórnia, onde sua revisão foi realizada. Em meados de outubro, ele voltou ao Havaí para operações de treinamento que duraram o resto do mês. O navio então cruzou o Pacífico para se juntar à frota principal, que já havia começado a campanha das Filipinas. A belonave chegou ao Golfo de Leyte em 16 de novembro.

#### Filipinas

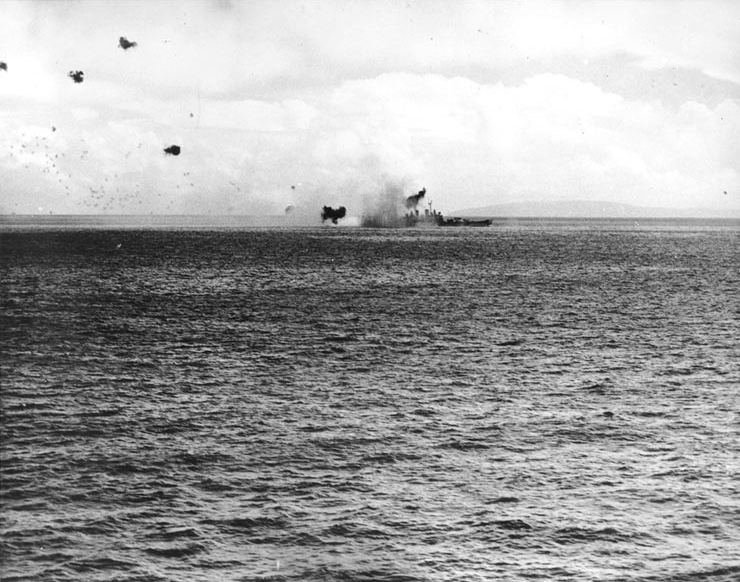
O St. Louis sendo atingido por um kamikaze perto de Leyte, 27 de novembro de 1944

Pelo resto de novembro, o St. Louis ajudou a defender a frota de ataques aéreos, patrulhando o Golfo de Leyte e o Estreito de Surigao. Na época, o navio fazia parte do Grupo Tarefa 77.2, que incluía os antigos encouraçados Maryland, West Virginia e Colorado, três outros cruzadores e dezesseis contratorpedeiros. Em 27 de novembro, os japoneses lançaram um grande contra-ataque contra as forças aliadas dentro e fora de Leyte, incluindo pesados ataques kamikazes à frota aliada. O St. Louis foi um dos navios que sofreria um ataque contínuo durante a ação.
A primeira onda de doze a quatorze aeronaves apareceu no final da manhã, mas o St. Louis não foi danificado. Este ataque gerou pedidos de apoio da patrulha aérea de combate (PAC) da frota. Por volta das 11h30, uma segunda onda de dez aeronaves chegou e, às 11h38, um bombardeiro de mergulho D3A kamikaze avançou em direção ao navio, com seu ataque atingindo-o, detonando o combustível restante e a bomba que carregava. A explosão matou ou feriu todos as guarnições dos canhões de vinte milímetros das montagens 7 a 10 e iniciou um incêndio no hangar de aeronaves do navio. Imediatamente depois, às 11h39, uma segunda aeronave em chamas quase atingiu o navio, mas o St. Louis conseguiu escapar da tentativa, com o piloto japonês sobrevoando a torre da bateria principal nº 4 e caindo no mar cerca de 91 metros do navio.
Uma terceira onda apareceu pouco antes do meio-dia e o apoio do PAC ainda não havia chegado para afastá-los. Um par de aeronaves japonesas mergulhou no St. Louis às 11h51. Os artilheiros antiaéreos do navio abateram com sucesso o primeiro kamikaze, mas o segundo se chocou contra o bombordo do navio, rasgando 6,1 metros do cinturão do navio e vários furos no casco. O navio imediatamente começou a inclinar para bombordo quando a água entrou no navio. Outro kamikaze tentou atacar às 12h10, mas foi abatido a cerca de 370 metros do navio. Por volta das 12h20, um grupo de torpedeiros atacou o navio, mas o ele havia sido avisado de sua aproximação por um barco PT e conseguiu escapar dos torpedos.
As equipes de controle de danos progrediram rapidamente e, às 12h36, a contra-inundação restaurou a quilha do navio. Por volta das 13h, os incêndios foram extintos e os trabalhos de salvamento começaram nas partes danificadas do navio. Os ataques mataram quinze e feriram 43, dos quais 21 ficaram gravemente feridos. Um homem estava desaparecido. O St. Louis transferiu os homens gravemente feridos para um navio-hospital em 28 de novembro e, dois dias depois, ancorou na baía de San Pedro para reparos temporários. Ele então navegou para a Califórnia para reparos permanentes no final de dezembro.

#### Ilhas Vulcano e Ryukyu
O trabalho em St. Louis foi concluído em 1.º de março de 1945, quando o navio começou a retornar à frota. Ele chegou ao ancoradouro avançado da frota em Ulithi em meados de março e se juntou ao grupo antiaéreo da Força de Porta-Aviões. O St. Louis foi designado para o Grupo Tarefa 58.4, escoltando os porta-aviões Yorktown, Intrepid e Langley em companhia dos encouraçados rápidos Missouri, Wisconsin e New Jersey, os grandes cruzadores Alaska e Guam, três outros cruzadores e dezoito contratorpedeiros. No final de março, os porta-aviões lançaram uma série de ataques aéreos nas Ilhas Japonesas. Os japoneses responderam com um contra-ataque kamikaze que visava principalmente o TG 58.4. O Intrepid e Yorktown foram danificados no ataque, mas o St. Louis não.
O St. Louis foi então designado para a Força-Tarefa 54, o grupo de bombardeio designado para o ataque preparatório a Okinawa. Ele participou de ataques nas praias da invasão, cobriu grupos UDT e protegeu caça-minas quando a invasão de Okinawa se aproximava. Em 26 de março, vigias a bordo do St. Louis e do cruzador pesado Wichita avistaram rastros de torpedos, mas o submarino japonês que os lançou não pôde ser localizado imediatamente. Em 31 de março, o cruzador navegou para a área de preparação em Kerama Retto para reabastecer munição e suprimentos. No dia seguinte, ele voltou de Hagushi para apoiar o pouso lá. O navio permaneceu fora das praias de invasão até 6 de abril, quando foi destacado para escoltar um grupo de caça-minas trabalhando em Iwo Jima, que havia sido conquistada no início daquele ano na Batalha de Iwo Jima. Ele voltou depois disso para Okinawa, onde forneceu apoio de tiros ao largo de Hagushi até meados de maio. Em 18 de maio, ele foi enviado a Leyte para substituir a tripulação após mais de um mês de operações constantes. O navio voltou a Okinawa em meados de junho, embora a campanha lá estivesse em seus últimos dias.
A partir de meados de julho, o St. Louis começou a operar com a Força-Tarefa 95, designada para a Unidade-Tarefa (UT) 2, junto com os antigos encouraçados Nevada e California e os cruzadores Salt Lake City, Chester e Wichita. A UT 2 formou metade do Grupo-Tarefa 95.3, juntamente com a Unidade-Tarefa 1, que consistia nos porta-aviões Makin Island, Lunga Point e Cape Gloucester. Ao longo do mês seguinte, o Grupo-Tarefa patrulhou Okinawa para se defender contra-ataques aéreos japoneses e realizou varreduras no Mar da China Oriental, para procurar navios mercantes japoneses e realizar ataques contra alvos na China ocupada. No início de agosto, o St. Louis voltou para Buckner Bay, Okinawa, onde permaneceu até 15 de agosto, quando foi anunciado o fim da guerra. Ao longo do conflito, St. Louis ganhou onze estrelas de batalha.

### Pós-guerra
O St. Louis permaneceu em águas do Leste Asiático por mais de dois meses após o fim da guerra. Ele se mudou para as Filipinas no final de agosto, onde foi designado para a Força-Tarefa 73, a Força de Patrulha do Rio Yangtze. Ele havia retornado a Buckner Bay em setembro, onde outras embarcações designadas para a unidade estavam sendo recolhidas. Em outubro, os navios partiram para Xangai, na China, e no final daquele mês, ele participou de uma operação para deslocar elementos do Exército Chinês para Taiwan, que estava sob ocupação japonesa.
O navio foi posteriormente usado como parte da Operação Magic Carpet, o esforço para repatriar as forças americanas após a guerra. Sua primeira viagem terminou em São Francisco em 9 de novembro, com ele fazendo mais duas em meados de janeiro de 1946. Estas incluíram viagens para várias ilhas no Pacífico central e sudoeste. Concluídas essas obrigações, o St. Louis partiu para a Filadélfia no início de fevereiro, chegando lá no dia 25 do mês. Lá, ele foi desativado em 20 de junho e atracado em League Island no rio Delaware como parte da 16.ª Frota (Inativa). Ele permaneceu lá até o início dos anos 1950.

### Serviço brasileiro
Após a guerra, o governo americano ofereceu materiais excedentes a países amigos. Em 1951 o Brasil adquiriu dois cruzadores da classe Brooklyn, o Philadelphia e Saint Louis, através do Programa de Assistência Militar e da Lei de Assistência Mútua. Eles foram respectivamente batizados Barroso e Tamandaré, este último em homenagem a Joaquim Marques Lisboa, Marquês de Tamandaré, patrono da Marinha. Os cruzadores foram as incorporações de maior vulto na administração de Getúlio Vargas (1951–1954), substituindo os velhos encouraçados da classe Minas Geraes na posição dos navios mais prestigiados da Esquadra. Para os americanos, a venda era uma garantia contra a pequena preocupação de uma hipotética ação de cruzadores corsários da Frota Naval Militar Soviética.
As autoridades brasileiras esperavam manter uma superioridade naval na América do Sul através de sua “relação especial” com os Estados Unidos. Elas desapontaram-se com a política de equilíbrio de poder dos americanos, que também venderam pares de cruzadores classe Brooklyn para a Argentina e o Chile. Os seis navios, à época já obsoletos, são referidos coletivamente como os “cruzadores ABC”.
O Tamandaré foi submetido a Mostra de Armamento em 29 de janeiro de 1951 e incorporado a 6 de fevereiro de 1952 sob o nome de Tamandaré, em cerimônia realizada na Base Naval da Philadelphia. Naquela ocasião, assumiu o comando o então Capitão de Mar e Guerra Paulo Bosísio. O navio então praticou exercícios de 13 de fevereiro a 13 de março em Norfolk, voltando à Filadélfia. No dia 13 de março, partiu rumo ao Brasil, passando por novamente por Norfolk, sendo que as outras paradas foram em Port of Spain, Recife, Salvador e Búzios, com a chegada ao Rio de Janeiro em 20 de abril. Em algum momento deste ano, o navio presenteou a Banda Marcial do Corpo de Fuzileiros Navais com dezesseis gaitas escocesas, pois a referida banda havia concedido à tripulação da embarcação a Bandeira Nacional.
Em serviço brasileiro, o cruzador navegou 216 096,7 milhas e visitou quatro continentes. Nos anos 60, ele foi tipicamente empregado como escolta do porta-aviões NAeL Minas Gerais.

#### Movimento de 11 de novembro de 1955

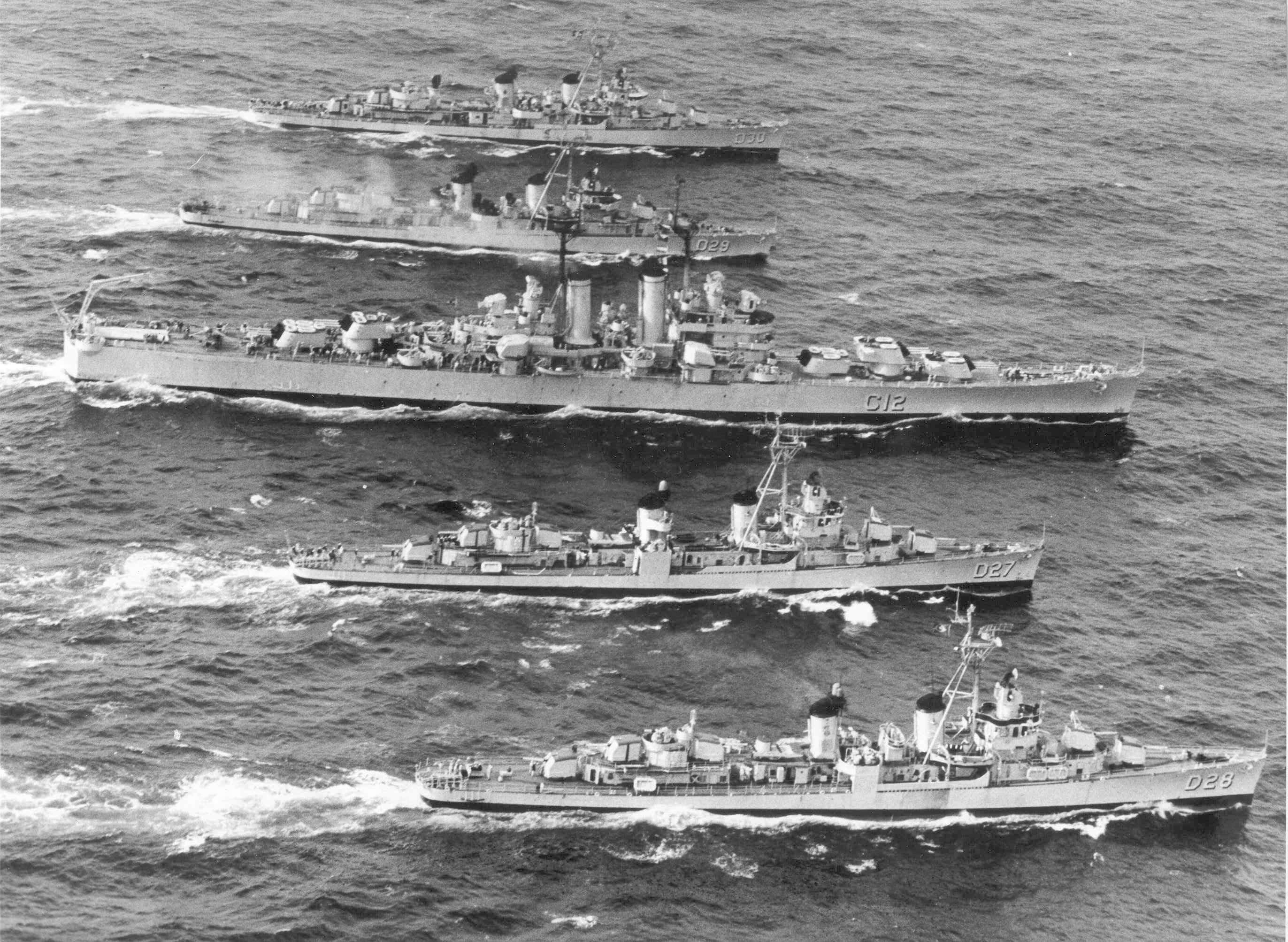
O Tamandaré sendo escoltado pelos contratorpedeiros Pará, Paraíba, Paraná e Pernambuco

Este episódio ficou marcado pelos tiros efetuados a partir de fortes do Exército no Rio de Janeiro contra a embarcação, notadamente o Forte de Copacabana, na então Capital Federal, e a Fortaleza de Santa Cruz, em Niterói. Entretanto, nenhum tiro oriundo dos fortes atingiu o Tamandaré. O navio, em resposta, apontou suas cinco baterias de canhões principais de 152 milímetros para os fortes, sem no entanto realizar nenhum tiro. A bordo estavam autoridades como o próprio Presidente Carlos Luz, e outros como o Ministro Octávio Marcondes Ferraz, Bento Munhoz da Rocha, Carlos Lacerda, Prado Kelly e os coronéis Jayme Portella e Jurandir Mamede, além da tripulação do navio.
O evento tem seus antecedentes na vitória de Juscelino Kubitschek e João Goulart na eleição de outubro de 1955, respectivamente para presidente e vice-presidente da República. As Forças Armadas dividiram-se em pró e antigetulistas. A facção antigetulista, com o apoio do principal partido político de direita do país, a União Democrática Nacional, procurou invalidar a eleição, sob a alegação de que JK tinha a simpatia dos comunistas, e não tivera maioria absoluta dos votos.
O general Henrique Teixeira Lott, Ministro da Guerra de Café Filho, desencadeou um movimento militar, dito "de retorno ao quadro constitucional vigente". Houve então o impedimento do presidente em exercício, Carlos Luz (o Vice-Presidente Café Filho, que exercia a Presidência desde o suicídio de Getúlio Vargas em 1954, havia sofrido enfarte e se afastado da presidência). Lott determinou o cerco ao Palácio do Catete durante a madrugada do dia 11, além da ocupação dos quartéis da polícia e da sede da companhia telefônica. Os ministros da Marinha e da Aeronáutica eram contra o movimento, e por determinação do comandante-em-chefe da Esquadra, o vice-almirante Carlos Pena Boto, os navios disponíveis, entre eles o Tamandaré, estavam de prontidão.
Ao perceber a movimentação das tropas sediadas na capital federal, Carlos Luz, parte de seu ministério e outros, embarcaram no Tamandaré, comandado pelo capitão de mar e guerra Sílvio Heck. Pena Boto transferiu seu pavilhão de comandante-em-chefe ao navio e assumiu a missão de rumar a Santos, em São Paulo. Nesse estado, o governador Jânio Quadros acenava com a possibilidade de resistência para garantir a permanência de Luz frente à presidência, sob a liderança do brigadeiro Eduardo Gomes. Às 09h00 da manhã, o Tamandaré desatracou. O cruzador estava em manutenção, e somente duas caldeiras funcionavam, de forma que sua velocidade não excedia oito nós.
Lott sabia de uma possível operação da Marinha, e já havia ordenado o fechamento da Baía de Guanabara à saída de navios de guerra. Quando o Tamandaré atravessou a barra, às 10h14, o Forte da Laje avisou da proibição com sinais semafóricos. Pena Boto ignorou este alerta e mais um tiro de festim. Alguns minutos depois o Forte do Leme iniciou um bombardeio sério. Quando o Tamandaré passou pela proteção da Ilha de Cotunduba, entrou no campo de fogo do Forte de Copacabana, que também atirou.
Ressalte-se que os tiros caíram a pouca distância da embarcação, no que posteriormente seria justificado pelo Exército como apenas uma formar de assustar os tripulantes da embarcação. Sendo um dos maiores cruzadores da época, caso o navio revidasse o fogo da artilharia do Exército, haveria um grande número de baixas de civis e militares localizados em terra. Segundo os historiadores John W.F. Dulles e Hélio Silva, havia sim ordem de atingir o Tamandaré. Dizia-se à época que os tenentes artilheiros, à revelia de seus comandantes, erraram os cálculos de propósito. Por sua vez, o Tamandaré estava com os canhões de 152 milímetros municiados e direcionados aos fortes, mas não revidou por ordens do almirante Pena Boto e de Carlos Luz.
O bombardeio durou 22 minutos. Durante três, o Tamandaré conseguiu manobrar por trás de um navio italiano, que bloqueou o campo de fogo do Forte de Copacabana. Um dos últimos tiros do Forte explodiu na Ilha Mãe, uma ilhota rochosa a sudeste de Copacabana. Quando o Tamandaré atravessou o canal entre essa ilhota e a Ilha Pai, pôde ocultar-se dos canhões e escapar de seu alcance. Assim, a primeira etapa da missão estava concluída às 11h15. O navio rumou a sul, para despistar suas intenções, e em seguida para Santos, na direção da Ponta do Boi, na Ilha de São Sebastião. No mar, após cinco horas a velocidade chegou a 16 nós. Os passageiros tiveram boa acomodação: o refeitório dos suboficiais foi convertido num dormitório, e vários oficiais cederam ou compartilharam suas cabines.
A tripulação e passageiros tiveram péssimas notícias na madrugada de 12 de novembro. Os fortes ao redor do Porto de Santos, fiéis a Lott, abririam fogo se o Tamandaré tentasse aportar. Pena Boto não temia os fortes, pois os canhões do Tamandaré tinham 26 quilômetros de alcance, mas sabia que as tropas do Exército ocupavam a cidade e não permitiriam um desembarque. Outros oficiais queriam atacar a cidade, mas Carlos Luz vetou o combate. Pena Boto propôs aportar em Salvador, mas já estava claro que o Exército dominava todo o país e o Congresso havia declarado o impeachment de Carlos Luz. Às 07h15, a 130 milhas do sul do litoral paulista, o almirante obedeceu a contragosto a ordem de Carlos Luz para retornar ao Rio de Janeiro.
Antes de regressar, entretanto, foram realizados exercícios de tiro com a munição de 152 milímetros que encontrava-se engajada na bateria principal desde o episódio do dia 11, uma vez que não era possível retirar manualmente a munição da referida bateria. O cruzador retornou ao Rio de Janeiro na manhã do dia 13.

#### Guerra da Lagosta
Em 1963, o cruzador Tamandaré e seu irmão, o Barroso, juntamente com outros navios da Esquadra brasileira, foi mobilizado para o Nordeste brasileiro devido ao episódio denominado Guerra da Lagosta, envolvendo meios da Marinha Nacional Francesa. Entretanto, o Tamandaré não chegou ao seu destino, sendo rebocado para Salvador devido a pane em sua praça de máquinas.

#### Baixa e afundamento

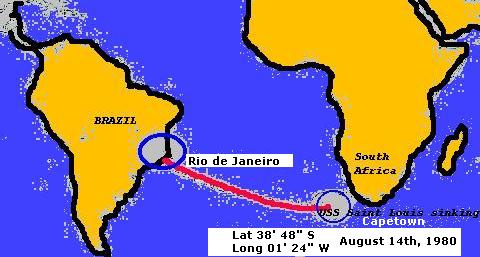
Local do afundamento

No início dos anos 70, o cruzador já era considerado caro demais de operar. Seria possível continuar a manutenção com peças do Barroso, já desativado, e modernizá-lo com mísseis superfície-ar Sea Cat e antinavio Exocet. Entretanto, as novas fragatas e submarinos de ataque eram prioridades orçamentárias maiores. Em 28 de junho de 1976, após 24 anos de serviço na Marinha do Brasil, o Tamandaré passou por uma cerimônia de desarmamento e baixa, seguindo um aviso ministerial emitido em 12 de abril de 1976. A rápida cerimônia de aproximadamente quinze minutos foi presidida pelo Chefe do Estado-Maior da Armada, Almirante-de-Esquadra Gualter Maria Menezes de Magalhães, e contou com a presença de dois ex-comandantes do navio, bem como dois ex-Ministros da Marinha. Mantido como ativo de reativação de emergência até 1980, o navio foi o derradeiro cruzador em serviço brasileiro.
Em 5 de agosto de 1980, o casco do ex-Tamandaré foi arrematado em um leilão pela empresa Superwinton Enterprises Inc., sediada no Panamá, pelo valor de 1 100 000 de dólares. A empresa declarou que o destino do navio seria o porto de Hong Kong, mas, por razões de mercado, contratou um reboque para Formosa, onde seria desmontado. Durante o transporte, o navio encontrou mau tempo e começou a apresentar uma banda acentuada. Uma equipe de reparos visitou o navio, mas só pôde fazer consertos até onde era seguro alcançar. Após os reparos, a decisão foi tomada de arribar em Capetown. No entanto, em 24 de agosto de 1980, o navio começou a submergir na posição de 38º48'S e 0º24'W e o cabo de reboque teve que ser largado, que resultou no afundamento do cruzador.